# بيتروشيو
بيتروتشيو (الانجليزية: Petruchio؛ النطق الإيطالي: ‎[peˈtruttʃo]‏) بيتروشيو هو باحث عن الثروة يتزوج من امرأة شابة قوية الإرادة تدعى كيت ثم تشرع في «ترويض» روحها المزاجية. اجتذب الدور فناني الأداء البارزين.

## القصة
تدور القصة حول بيتروشيو، يبحث عن امرأة ثرية ليتزوجها، يقترح هورتينسيو أنه يتزوج كيت مينولا، ابنة أحد أغنى الرجال في المدينة، خاصة وأن هورتينسيو لا يمكنها محاكمة شقيقتها بيانكا حتى تتزوج كيت.
يضعها على المحك بإخبارها أن الرجل امرأة وأن القمر هو الشمس - توافق على كلا العبارتين.
يقترح بتروشيو مسابقة لمعرفة الرجل الذي لديه الزوجة الأكثر طاعة: يجب على الرجال الثلاثة دعوة زوجاتهم لمعرفة أي منهم يستجيب. من بين النساء الثلاث، تأتي كيت فقط، وفاز بتروشيو المنتصر. ثم يأمر بتروشيو كيت بإحضار الزوجات الأخريات وإلقاء خطاب يخبرهن فيهن بتكريم أزواجهن دائمًا.

## تحليل الشخصية
يمكن تفسير أفعال بتروشيو في عدة أضواء مختلفة، مع كل تفسير يغير تمامًا نغمة المسرحية. أحد الآراء الشائعة هو أن بتروشيو، في معظمه، كره أناني للمرأة مصمم على ترويض كاثرين من أجل راحته وكبريائه. لقد أراد ببساطة ترويضها ليتمكن من القول إنه يروض أكثر النساء دهاء.
تفسير آخر هو أن بيتروشيو تحب كاثرين بسبب شخصيتها القوية والمتحدية وتتعامل مع ترويضها كتحدي ممتع.
بغض النظر، يبدو أن بيتروشيو يعتقد، كما فعل معظم أعضاء المجتمع المسيحي في ذلك الوقت، ومن ناحية أخرى، يرى البعض أن بيتروشيو هو أحمق المسرحية وينسبون أفعاله إلى الراحة الكوميدية المقصودة. شخصية بتروشيو قوية للغاية من حيث أن الضوء الذي نراه من خلاله يمكن أن يغير المسرحية من قصة شوفينية ذكورية إلى كوميديا عبثية.

## بيتروشيو بمثابة الزبابة
بتروشيو يتزوج كاثرين ليكسب الثروة.
يصنع مشهدًا وهو يصل متأخرًا إلى حفل زفافه، ويرتدي ملابس غير مناسبة لهذه المناسبة. قرر أنه سيكون الشخص الذي يقرر متى ستأكل أو تنام كاثرين، معتقدًا أن حرمانها من احتياجاتها يجعلها أكثر خضوعًا له. لتحقيق هذه الغاية، يلعب أيضًا بعقلها. في رحلة العودة إلى بادوفا، يرفض بيتروتشيو الاستمرار حتى تتفق معه كاثرين على أن شمس الظهيرة هي القمر.